# Fraccionamiento los Ángeles, Guanajuato
Fraccionamiento los Ángeles är en ort i Mexiko.   Den ligger i kommunen Purísima del Rincón och delstaten Guanajuato, i den centrala delen av landet, 300 km nordväst om huvudstaden Mexico City. Fraccionamiento los Ángeles ligger 1 768 meter över havet och antalet invånare är 259.
Terrängen runt Fraccionamiento los Ángeles är platt åt sydost, men åt nordväst är den kuperad. Runt Fraccionamiento los Ángeles är det ganska tätbefolkat, med 230 invånare per kvadratkilometer. Närmaste större samhälle är San Francisco del Rincón, 16,7 km nordost om Fraccionamiento los Ángeles. Trakten runt Fraccionamiento los Ángeles består till största delen av jordbruksmark.